# フランクリン・バレト
- フランクリン・バレート
- フランクリン・バーレト

フランクリン・ホセ・バレト・ロハス（Franklin Jose Barreto Rojas, 1996年2月27日 - ）は、ベネズエラのカラカス出身のプロ野球選手（内野手）。MLBのボルチモア・オリオールズ傘下所属。右投右打。
メディアによっては「バレート」、「バーレト」と表記されることもある。

## 経歴

### プロ入りとブルージェイズ傘下時代
2012年にトロント・ブルージェイズと契約してプロ入り
2013年に傘下のルーキー級ガルフ・コーストリーグ・ブルージェイズでプロデビュー。アパラチアンリーグのルーキー級ブルーフィールド・ブルージェイズでもプレーし、2球団合計で59試合に出場して打率.276、4本塁打、26打点、10盗塁を記録した。
2014年はA-級バンクーバー・カナディアンズでプレーし、73試合に出場して打率.311、6本塁打、61打点、29盗塁を記録した。

### アスレチックス時代
2014年11月28日にジョシュ・ドナルドソンとのトレードで、ブレット・ロウリー、ケンドール・グレーブマン、ショーン・ノリンと共にオークランド・アスレチックスへ移籍した。
2015年は傘下のA+級ストックトン・ポーツでプレーし、90試合に出場して打率.302、13本塁打、47打点、8盗塁を記録した。
2016年はAA級ミッドランド・ロックハウンズとAAA級ナッシュビル・サウンズでプレーし、2球団合計で123試合に出場して打率.284、11本塁打、53打点、30盗塁を記録した。オフにはアリゾナ・フォールリーグに参加し、メサ・ソーラーソックスに所属した。11月18日にはルール・ファイブ・ドラフトでの流出を防ぐために40人枠入りした。
2017年は開幕からAAA級ナッシュビルでプレーし、6月24日にメジャー初昇格を果たした。メジャーデビューとなった同日のシカゴ・ホワイトソックス戦では「7番・二塁手」で先発出場し、ジェームズ・シールズからメジャー初本塁打を放った。また、この試合では同僚のマット・オルソン、ジェイコブ・ブラグマンもメジャー初本塁打を放っており、同一チームの3選手が初本塁打を記録するのはMLB史上初だった。この年メジャーでは25試合に出場して打率.197、2本塁打、6打点、2盗塁を記録した。
2018年は32試合に出場して打率.233、5本塁打、16打点を記録した。
2019年は23試合に出場して打率.123、2本塁打、5打点、1盗塁を記録した。

### エンゼルス時代
2020年8月28日にトミー・ラステラとのトレードで、ロサンゼルス・エンゼルスへ移籍した。
2021年は右肘を痛めて開幕を故障者リストで迎えた。5月にはトミー・ジョン手術を受けており、この年は全休した。レギュラーシーズン終了後の10月21日にマイナー契約となった後、23日にFAとなった。

### アストロズ傘下時代
2022年3月22日にヒューストン・アストロズとマイナー契約を結んだが、開幕はAAA級シュガーランド・スペースカウボーイズで迎えた。しかし、メジャーに昇格することなく8月8日に自由契約となった。この年はこれ以降、どの球団にも所属しなかった。オフにはベネズエラのウィンターリーグであるリーガ・ベネソラーナ・デ・ベイスボル・プロフェシオナル（LVBP）に参加し、ティブロネス・デ・ラ・グアイラに所属した。

### ナショナルズ傘下時代
2022年12月5日にワシントン・ナショナルズとマイナー契約を結び、翌6日にAA級ハリスバーグ・セネターズに配属された。翌2023年2月26日にナショナルズとマイナー契約で契約を結び直し、同年のスプリングトレーニングに招待選手として参加したが、3月30日に自由契約となった。

### メキシカンリーグ時代
2023年6月5日にメキシカンリーグのドスラレドス・オウルズと契約を結ぶも、7月8日に自由契約となった。この年もそれ以降はどの球団にも所属しなかった。オフには2年連続でベネズエラに派遣され、同国のウィンターリーグに参加。この年もティブロネスに所属した。
2024年3月23日にメキシコシティ・レッドデビルズと契約を結んだが、オフの11月21日に自由契約となった。また、この年もベネズエラのウィンターリーグに参加し、3年連続でティブロネスに所属している。

### オリオールズ傘下時代
2024年11月25日にボルチモア・オリオールズとマイナー契約を結び、2025年のスプリングトレーニングに招待選手として参加することになった。併せて、同日中にAAA級ノーフォーク・タイズに配属された。

## 詳細情報

### 年度別打撃成績
| 年 度    | 球 団    | 試 合 | 打 席 | 打 数 | 得 点 | 安 打 | 二 塁 打 | 三 塁 打 | 本 塁 打 | 塁 打 | 打 点 | 盗 塁 | 盗 塁 死 | 犠 打 | 犠 飛 | 四 球 | 敬 遠 | 死 球 | 三 振 | 併 殺 打 | 打 率 | 出 塁 率 | 長 打 率 | O P S |
| -------- | -------- | ----- | ----- | ----- | ----- | ----- | -------- | -------- | -------- | ----- | ----- | ----- | -------- | ----- | ----- | ----- | ----- | ----- | ----- | -------- | ----- | -------- | -------- | ----- |
| 2017     | OAK      | 25    | 76    | 71    | 10    | 14    | 1        | 2        | 2        | 25    | 6     | 2     | 0        | 0     | 0     | 5     | 0     | 0     | 33    | 1        | .197  | .250     | .352     | .602  |
| 2018     | OAK      | 32    | 75    | 73    | 10    | 17    | 4        | 0        | 5        | 36    | 16    | 0     | 0        | 0     | 0     | 1     | 0     | 1     | 29    | 3        | .233  | .253     | .493     | .746  |
| 2019     | OAK      | 23    | 58    | 57    | 6     | 7     | 2        | 0        | 2        | 15    | 5     | 1     | 0        | 0     | 0     | 1     | 0     | 0     | 23    | 0        | .123  | .138     | .263     | .401  |
| 2020     | OAK      | 15    | 10    | 10    | 5     | 0     | 0        | 0        | 0        | 0     | 0     | 0     | 0        | 0     | 0     | 0     | 0     | 0     | 7     | 0        | .000  | .000     | .000     | .000  |
| 2020     | LAA      | 6     | 18    | 17    | 0     | 2     | 0        | 0        | 0        | 2     | 2     | 1     | 0        | 0     | 0     | 0     | 0     | 1     | 8     | 0        | .118  | .167     | .118     | .284  |
| '20計    | LAA      | 21    | 28    | 27    | 5     | 2     | 0        | 0        | 0        | 2     | 2     | 1     | 0        | 0     | 0     | 0     | 0     | 1     | 15    | 0        | .074  | .107     | .074     | .181  |
| MLB：4年 | MLB：4年 | 101   | 237   | 228   | 31    | 40    | 7        | 2        | 9        | 78    | 29    | 4     | 0        | 0     | 0     | 7     | 0     | 2     | 100   | 4        | .175  | .207     | .342     | .549  |

- 2024年度シーズン終了時

### 年度別守備成績
| 年 度 | 球 団 | 二塁（2B） | 二塁（2B） | 二塁（2B） | 二塁（2B） | 二塁（2B） | 二塁（2B） | 三塁（3B） | 三塁（3B） | 三塁（3B） | 三塁（3B） | 三塁（3B） | 三塁（3B） | 遊撃（SS） | 遊撃（SS） | 遊撃（SS） | 遊撃（SS） | 遊撃（SS） | 遊撃（SS） | 左翼（LF） | 左翼（LF） | 左翼（LF） | 左翼（LF） | 左翼（LF） | 左翼（LF） |
| 年 度 | 球 団 | 試 合      | 刺 殺      | 補 殺      | 失 策      | 併 殺      | 守 備 率   | 試 合      | 刺 殺      | 補 殺      | 失 策      | 併 殺      | 守 備 率   | 試 合      | 刺 殺      | 補 殺      | 失 策      | 併 殺      | 守 備 率   | 試 合      | 刺 殺      | 補 殺      | 失 策      | 併 殺      | 守 備 率   |
| ----- | ----- | ---------- | ---------- | ---------- | ---------- | ---------- | ---------- | ---------- | ---------- | ---------- | ---------- | ---------- | ---------- | ---------- | ---------- | ---------- | ---------- | ---------- | ---------- | ---------- | ---------- | ---------- | ---------- | ---------- | ---------- |
| 2017  | OAK   | 10         | 12         | 21         | 1          | 2          | .971       | -          | -          | -          | -          | -          | -          | 11         | 16         | 33         | 3          | 10         | .942       | -          | -          | -          | -          | -          | -          |
| 2018  | OAK   | 26         | 35         | 36         | 2          | 6          | .976       | -          | -          | -          | -          | -          | -          | 2          | 3          | 3          | 0          | 0          | 1.000      | -          | -          | -          | -          | -          | -          |
| 2019  | OAK   | 17         | 18         | 40         | 4          | 5          | .935       | -          | -          | -          | -          | -          | -          | 5          | 2          | 6          | 1          | 3          | .889       | -          | -          | -          | -          | -          | -          |
| 2020  | OAK   | 4          | 1          | 3          | 0          | 0          | 1.000      | -          | -          | -          | -          | -          | -          | 3          | 1          | 2          | 0          | 1          | 1.000      | -          | -          | -          | -          | -          | -          |
| 2020  | LAA   | 2          | 3          | 4          | 0          | 1          | 1.000      | 2          | 2          | 3          | 0          | 0          | 1.000      | 1          | 1          | 1          | 1          | 0          | .667       | 1          | 3          | 0          | 0          | 0          | 1.000      |
| '20計 | LAA   | 6          | 4          | 7          | 0          | 1          | 1.000      | 2          | 2          | 3          | 0          | 0          | 1.000      | 4          | 2          | 3          | 1          | 1          | .833       | 1          | 3          | 0          | 0          | 0          | 1.000      |
| MLB   | MLB   | 59         | 69         | 104        | 7          | 14         | .961       | 2          | 2          | 3          | 0          | 0          | 1.000      | 22         | 23         | 45         | 5          | 14         | .932       | 1          | 3          | 0          | 0          | 0          | 1.000      |

- 2021年度シーズン終了時

### 背番号
- 1（2017年 - 2019年）
- 4（2020年 - 同年8月27日）
- 8（2020年9月2日 - 同年終了）